# Mateusz Pretoriusz
Mateusz Pretoriusz (Matthäus Prätorius, Matthaeus Praetorius, ur. w 1635 w Kłajpedzie, zm. 3 października 1704 w Wejherowie) – prusko-polski duchowny ewangelicki i katolicki, historyk, etnograf, poeta i teolog nawołujący do ekumenizmu.

## Życie
Mateusz Pretoriusz urodził się w 1635 roku w Kłajpedzie, był synem Krzysztofa, tamtejszego ministra luterańskiego. Studiował filozofię na Uniwersytecie Królewieckim, gdzie uzyskał tytuł magistra, oraz teologię na Uniwersytecie w Rostocku. W latach 1661–1665 był adiunktem litewskiej parafii ewangelickiej w Kłajpedzie, a następnie, do roku 1685 proboszczem ewangelickiej parafii we wsi Niebudzie (niem. Niebudszen) koło Wystruci.
W okresie pobytu na Małej Litwie badał tamtejszą historię, kulturę i język. Wraz z historykiem Krzysztofem Hartknochem odbył wyprawę naukową do Sambii, badając kulturę Prusów.
W 1681 roku nawiązał kontakty z Joachimem Pastoriusem, a rok później z jezuitami. W 1684 roku przebywał w Opactwie Cystersów w Oliwie. Po roku przeszedł na katolicyzm i przyjął tam sakrament święceń. W 1685 roku otrzymał też tytuł historiografa i sekretarza króla Jana III Sobieskiego. Następnie został proboszczem w Brodnicy, potem w Starogardzie Gdańskim, a od 1687 roku ostatecznie w parafii Świętej Trójcy w Wejherowie. Zmarł w 1704 roku Wejherowie.

## Twórczość
Mateusz Pretoriusz jest autorem 18 prac z zakresu historii i etnografii Prus Książęcych oraz języka i historii Prusów. Jednak najbardziej obszerna z nich, Deliciae Prussicae oder Preussische Schaubühne, ukazała się dopiero w 1871 w skrócie, a w pełnej wersji w języku niemieckim w 1999 roku oraz w tłumaczeniu litewskim w 4 tomach w latach 1999–2011. Dwie opublikowane książki historyczne zadedykował Janowi III Sobieskiemu: Orbis Gothicus i Mars Gothicus. Część artykułów opublikowały czasopisma Acta Borrusica i Erleutertes Preußen. Ludy bałtyjskie wywodził od Gotów. Twierdził też, że Waregowie, którzy podbili Ruś Kijowską, pochodzili od Prusów, co uzasadnia późniejsze utożsamienie Litwy i Rusi.
Jako poeta manifestował wiernopoddańcze uczucia wobec Polski i króla. Napisał kilka panegiryków na cześć Jana III Sobieskiego, m.in. Regium Scutum i Classicum Triuphale. Z okazji ślubu królewicza Jakuba Ludwika Sobieskiego z Jadwigą Elżbietą Amalią von Pfalz-Neuburg w 1691 roku stworzył poemat panegiryczny Aplausus Sarmatiae in Nuptiis Principis Jacobi Ludovici, opublikowany w Gdańsku. Opisuje w nim przede wszystkim radość, jaka zapanowała z tej okazji wśród mieszkańców Rzeczypospolitej, stwierdzając: Cała Sarmacja się raduje.
W 1682 roku napisał traktat teologiczny Tuba Pacis ad Universas Dissidentes in Occidente Ecclesias seu Discursus Theologicus De Unione Ecclesiarum Romanae & Protestantium, w którym nawoływał do pokojowego pojednania między katolikami i protestantami w Pełnym Kościele Jezusa Chrystusa. Tekst wysłał do luterańskiego teologa Melchiora Zeidlera (1630–1686), dla uzyskania recenzji, lecz ten odesłał go po dwóch latach, z opinią negatywną. Pretoriusz opublikował książkę dopiero w 1685 roku, bezpośrednio po swym przejściu na katolicyzm, dedykując ją papieżowi Innocentemu XI, cesarzowi Leopoldowi I, królowi Janowi III Sobieskiemu i władcom protestanckim Anglii, Szwecji i Danii. Praca odbiła się szerokim echem w Europie, wywołując liczne polemiki z obu stron. Uznana za irenistyczną, w 1687 roku została umieszczona w Indeksie ksiąg zakazanych. Ponownie wydana w 1711 i 1820 roku.